# وای! این چیزی است که زندگی باید باشد!
وای! این چیزی است که زندگی باید باشد! (به هندی: Vaah! Life Ho Toh Aisi!) فیلمی محصول سال ۲۰۰۵ و به کارگردانی ماهش مانجرکار است. در این فیلم بازیگرانی همچون شاهد کاپور، آمریتا رایو، سانجی دات، آرشاد وارسی، پریم چوپرا، شارات ساکسنا، موهنیش باهل، امان ورما ایفای نقش کرده‌اند.